# La Villeneuve-au-Châtelot

La Villeneuve-au-Châtelot este o comună în departamentul Aube din nord-estul Franței. În 1 ianuarie 2022 avea o populație de 148 de locuitori.